# Suhadolnik
Suhadolnik je priimek več znanih Slovencev:
- Alenka Suhadolnik, diplomatka, veleposlanica RS na Kitajskem
- Ariana B. Suhadolnik, menedžerka; zavod Miren Kras
- Bogdana Suhadolnik (*1968), zdravnica, specialistka interne medicine, UKCL
- Gorazd Suhadolnik (*1962), novinar, urednik
- Iztok Suhadolnik (*1963), socialni delavec, direktor zveze "Sonček"
- Jelka Suhadolnik (1920–2013), pianistka, klavirska pedagoginja
- Jože Suhadolnik (*1966), fotograf
- Luka Suhadolnik, kemik materialov
- Nataša Vampelj Suhadolnik, sinologinja
- Stane Suhadolnik (1919–1992), jezikoslovec, leksikograf, bibliograf